# Fort Pilar

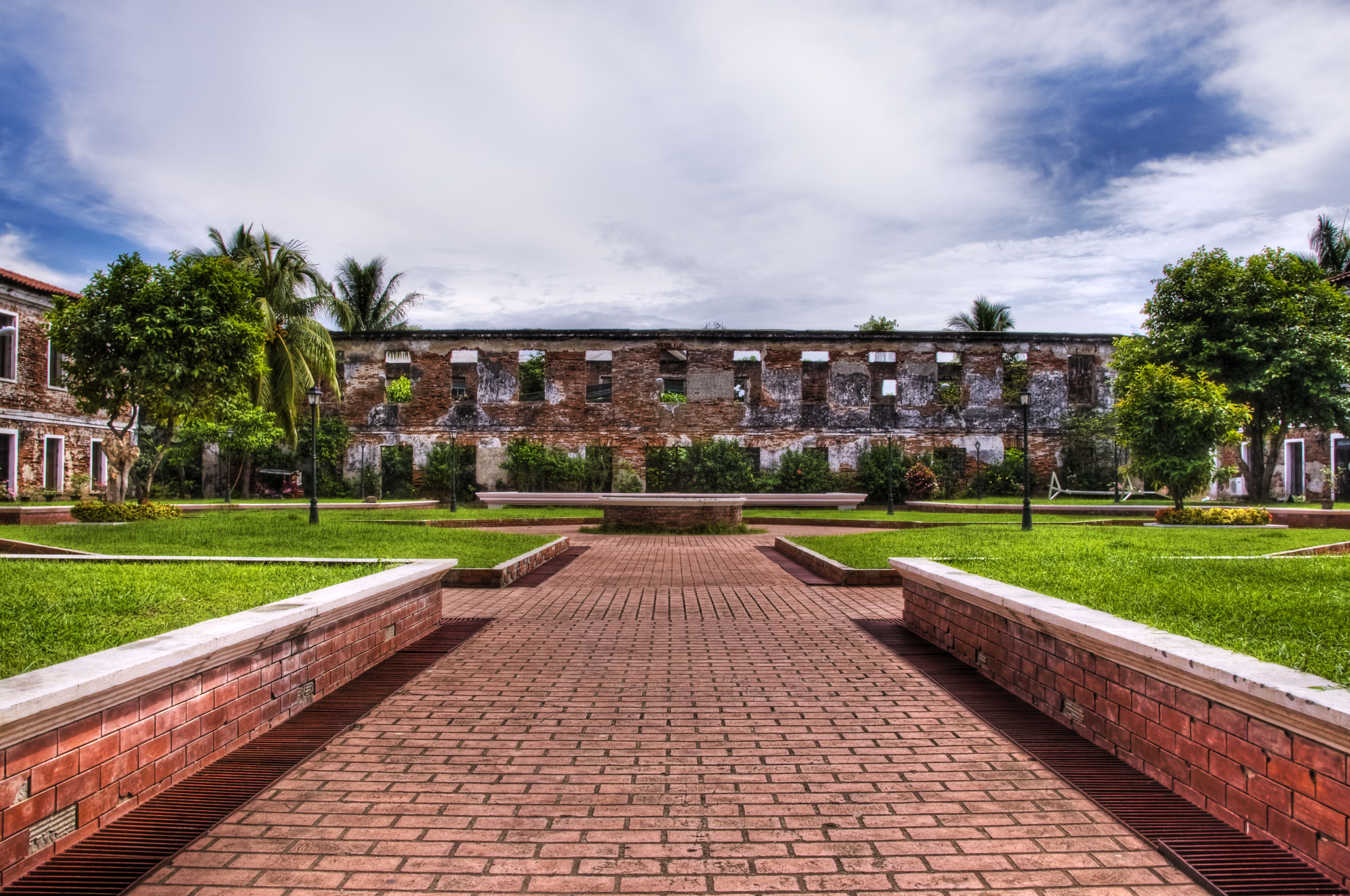
Binnenkant Fort Pilar (2008)

Fort Pilar (Spaans: El Real Fuerza de Nuestra Señora del Pilar de Zaragoza) is een zeventiende-eeuws militair verdedigingswerk in Zamboanga City in het zuiden van de Filipijnen. De strategische ligging van het fort, op de zuidwestelijke punt van Mindanao, was ideaal om aanvallen van de naburige moslimstaten, andere Europese mogendheden en piraten het hoofd te kunnen bieden. Fort Pilar is tegenwoordig de belangrijkste bezienswaardigheid van de stad en symboliseert het culturele erfgoed van Zamboanga City.

## Voorgeschiedenis
Toen de Spanjaarden rond 1600 zich op de zuidpunt van het Zamboanga-schiereiland vestigden, waren er verschillende dreigingen. Er was te verwachten dat de Hollanders, Engelsen of Portugezen voet aan wal zouden zetten. Ook bestonden er in de omgeving destijds twee machtige en vijandige sultanaten, het Sultanaat Sulu en dat van Maguindanao. De Spanjaarden werden veelvuldig door deze moslims overvallen, hele dorpen werden zelfs platgebrand om hen uit het gebied te verdrijven. Een derde gevaar bestond uit moslimpiraten, die vanuit Maleisië en eilanden in de Suluzee opereerden.

## Het fort in de 17e eeuw
Ter verdediging van Spaanse nederzettingen en de aanwezige Jezuïeten, besloot de Spaanse gouverneur Don Juan Cerezo de Salamanca in 1635 om een stenen verdedigingswerk te bouwen. De bisschop van Cebu en de Jezuïeten hadden hier succesvol op aangedrongen bij het Spaanse gezag. Het fort werd aangelegd en droeg als eerste naam „El Real Fuerza de San José“. Net als andere forten had dit bouwwerk meerdere functies; ten eerste kon de bevolking het fort als vluchtplaats gebruiken, ten tweede bood het bescherming aan de schepen in de nabije haven en tot slot diende het als tuchthuis.
De eerste steen werd op 23 juni 1635 gelegd door een Jezuïtische frater. Deze dag geldt eveneens als stichtingsdatum van Zamboanga City, destijds nog bekend als Jambangan of Somboangan. De bouw van de eerste vesting werd voortgezet tijdens het gouverneurschap van Sebastian Hurtado de Corcuera, voormalig gouverneur van Panama. Vanwege een tekort aan bouwlieden werden vanuit Cavite, Cebu, Bohol en Panay arbeiders aangevoerd om de Spaanse en Mexicaanse bouwers te versterken. Tijdens deze periode kon zodoende in Zamboanga de creooltaal Chavacano ontstaan. Deze taal is een mengvorm tussen Spaans en Filipijns; de meeste woorden van het Chavacano komen uit het Spaans, de grammatica is grotendeels afkomstig van lokale talen.
Het fort werd door de Hollanders aangevallen in 1646. In `62 en `63 waren de troepen nodig in Manilla om mee te vechten tegen de troepen van Koxinga. Deze Chinese commandant die eerder succesvol Fort Zeelandia op Formosa belegerde was van groter belang. Voor vertrek vernielden de Spanjaarden hun eigen fort, zodat het niet intact in handen van de Moro’s (moslims) kon vallen. De afwezigheid van het Spaanse garnizoen leidde tot een sterke toename van roofovervallen en kidnappings. Ook raakten de Spanjaarden enkele schepen kwijt en werd landbouw lastig vanwege de onveiligheid. De Spanjaarden besloten om het fort te herstellen en daarmee de macht in de regio weer te versterken. Eind jaren 60 werd het fort enigszins gerepareerd, dat in de tussentijd nog verder beschadigd was door de Moro's.

## Het fort in de 18e eeuw
In 1718 gaf gouverneur Fernando Manuel de Bustillo Bustamante y Rueda opdracht om het fort uit te breiden. Op de bestaande muren werd onder toezicht van Jezuïeten een vestingwerk gebouwd. Na een jaar kwam de bouw gereed en kreeg het fort eveneens een nieuwe naam. Het fort heette voortaan El Real Fuerza de Nuestra Señora del Pilar de Zaragoza. In het Nederlands vertaald, Koninklijk fort Onze Lieve Vrouwe van de Pilaar van Zaragoza. O.L.V. van de Pilaar van Zaragoza verwijst naar de legende over de maagd Maria die op een pilaar verscheen aan Jakobus de Meerdere te Zaragoza. Deze verschijning van de maagd Maria is beschermheilige van het Spaanse Rijk en Zamboanga City.
Een jaar later werd het fort aangevallen door radja Dalasi, heerser van Butig. Zijn aanval met een leger van 3.000 Moro's wisten de Spanjaarden af te slaan. Voor een gekidnapte Jezuïet werd echter wel losgeld betaald. Enkele jaren later werd een standbeeld van de maagd Maria op de Pilaar geplaatst als beschermheilige van het fort. Toen tegen de verwachting in in 1798 een aanval van de Engelsen kon worden afgeslagen werd de overwinning toegeschreven aan de beschermheilige van het fort.

## Het fort in recente jaren
Ongeveer een half jaar nadat de Filipijnen officieel in Amerikaanse handen kwamen, aan het einde van de Spaans-Amerikaanse Oorlog, kwam er ook een einde aan de Spaanse aanwezigheid in de omgeving toen de Spaanse troepen zich overgaven aan de revolutionaire beweging van Zamboanga. Daarop werd op 18 mei 1899 de Republiek van Zamboanga uitgeroepen, onder leiding van generaal Vicente Álvarez. De republiek werd nooit internationaal erkend en bestond slechts gedurende korte tijd. Op 19 november 1899 veroverden Amerikaanse troepen Fort Pilar en namen de controle over de omgeving over. De revolutionaire regering van Alvarez mocht nog enkele jaren onder Amerikaans gezag door regeren, maar werd in maart 1903 vervangen door een Amerikaanse gouverneur. Na het uitbreken van de Tweede Wereldoorlog werden de Filipijnen al snel aangevallen door de Japanners. Op 2 mei 1942 werd ook het fort, na een korte schermutseling met het Japanse leger, ingenomen. Het beeld van de heilige maagd Maria werd intact gelaten en gedurende de twee jaar van Japanse bezetting werd het de lokale bevolking bovendien toegestaan om het beeld te bezoeken, teneinde de rust en stabiliteit in de omgeving te bewaren. In maart 1945 werd het gebied en het fort door het Amerikaanse leger met hulp van Filipijnse troepen weer terugveroverd op de Japanners en een jaar later op 4 juli 1946, de dag dat Filipijnen hun onafhankelijkheid verkregen kwam ook Fort Pilar voor het eerst in Filipijnse handen.

## Het gebouw
Fort Pilar staat in een van oorsprong drassig gebied, waar mangrovebos groeide. Op een fundering van aarden wallen zijn vier dikke stenen muren gebouwd. Het bouwwerk is ongeveer vierkant van vorm. Aan iedere hoek van het vierkant is een bastion (een puntvormig uitstekend verdedigingswerk) gebouwd. In het fort leefden officieren en soldaten en hun families. Er was een kerk, een school en een ziekenhuis.
Tegenwoordig is het fort als nationaal museum in gebruik. De thema's van het museum zijn oceanografie en plantkunde. Ook toont een bezichtiging de leefwijze van de oorspronkelijke bewoners van het gebied. Dit zijn de Subanon, de Badjao en de Yakan.

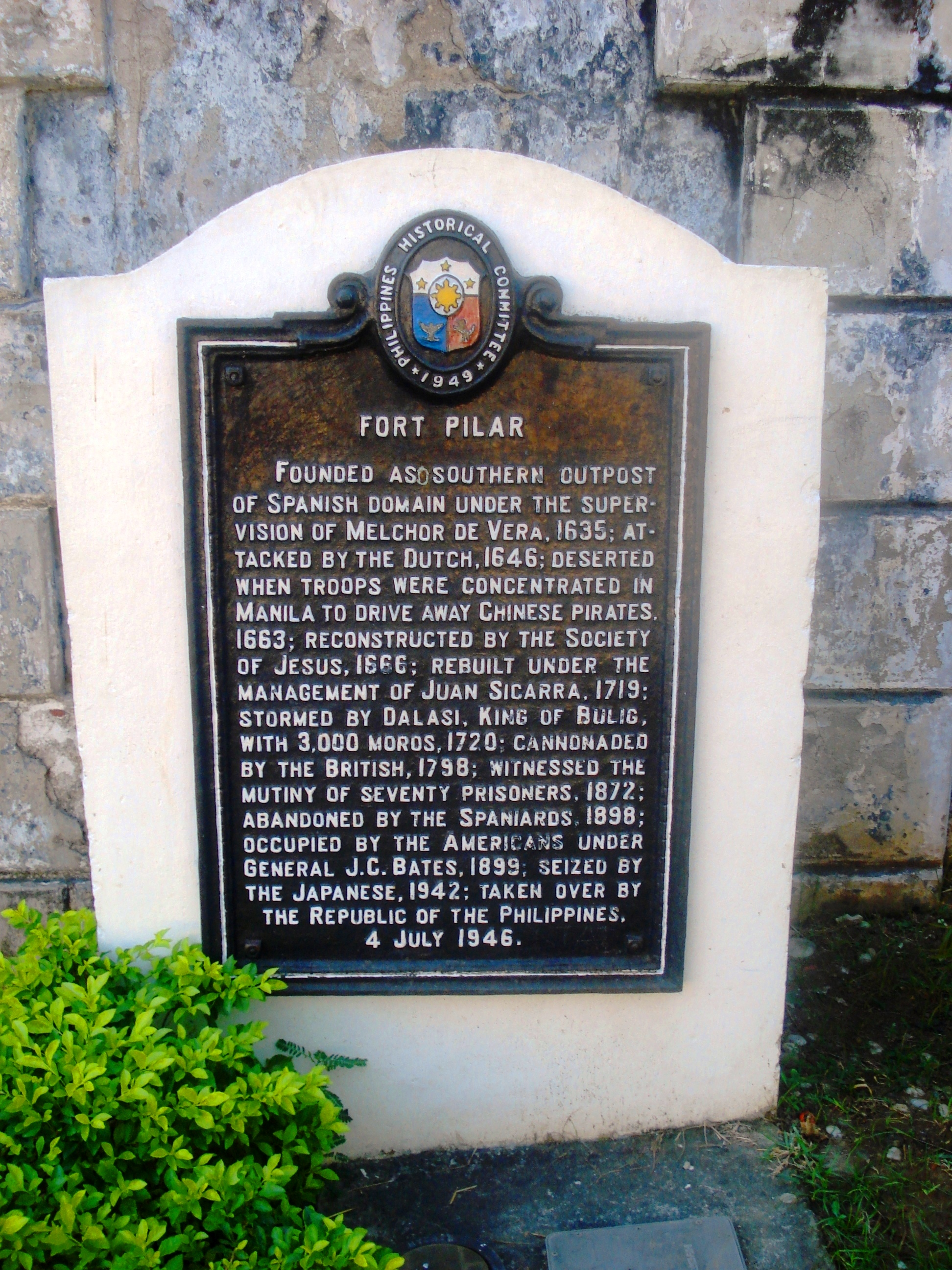
Enkele geschiedenis
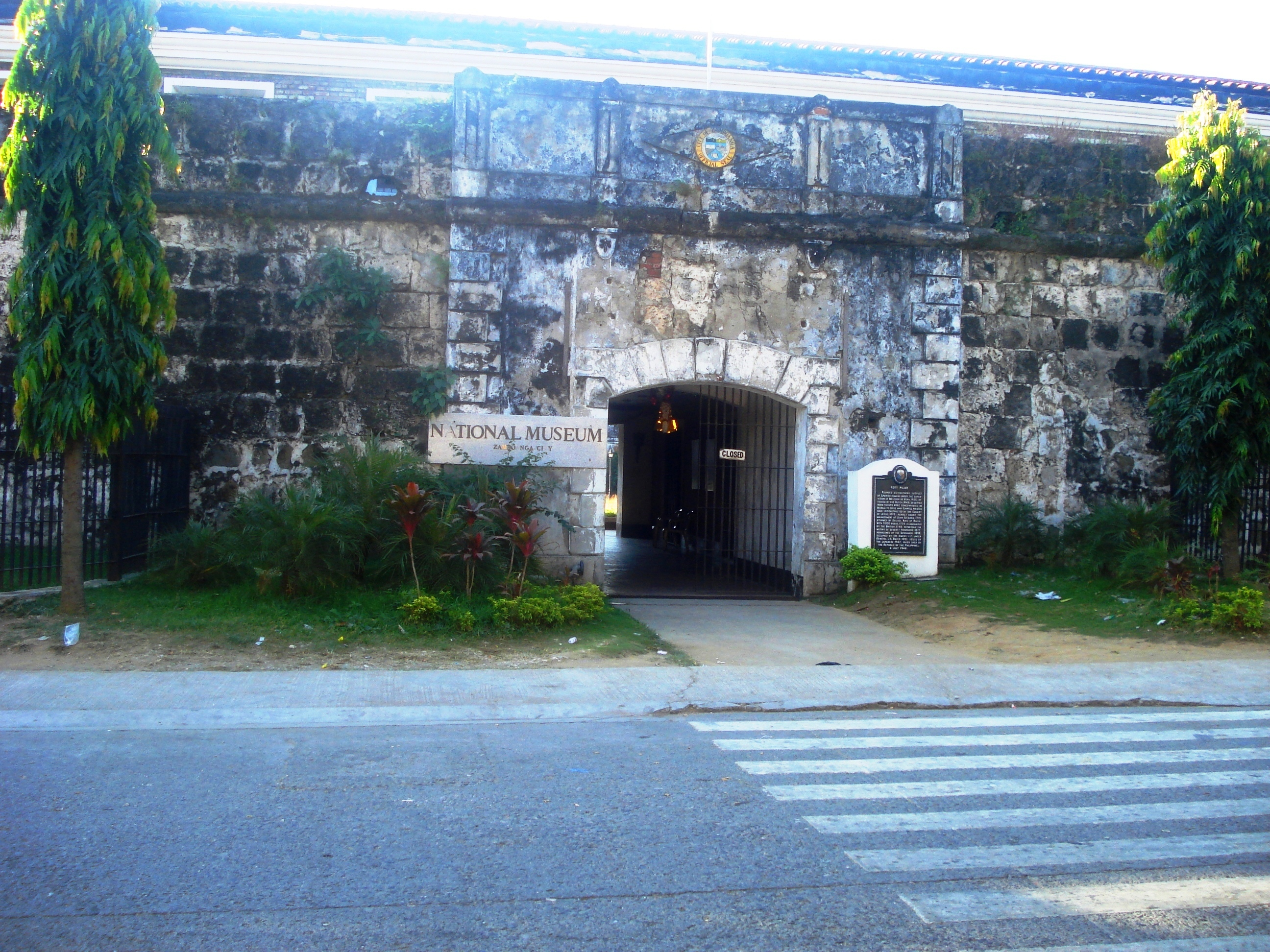
Hoofdingang
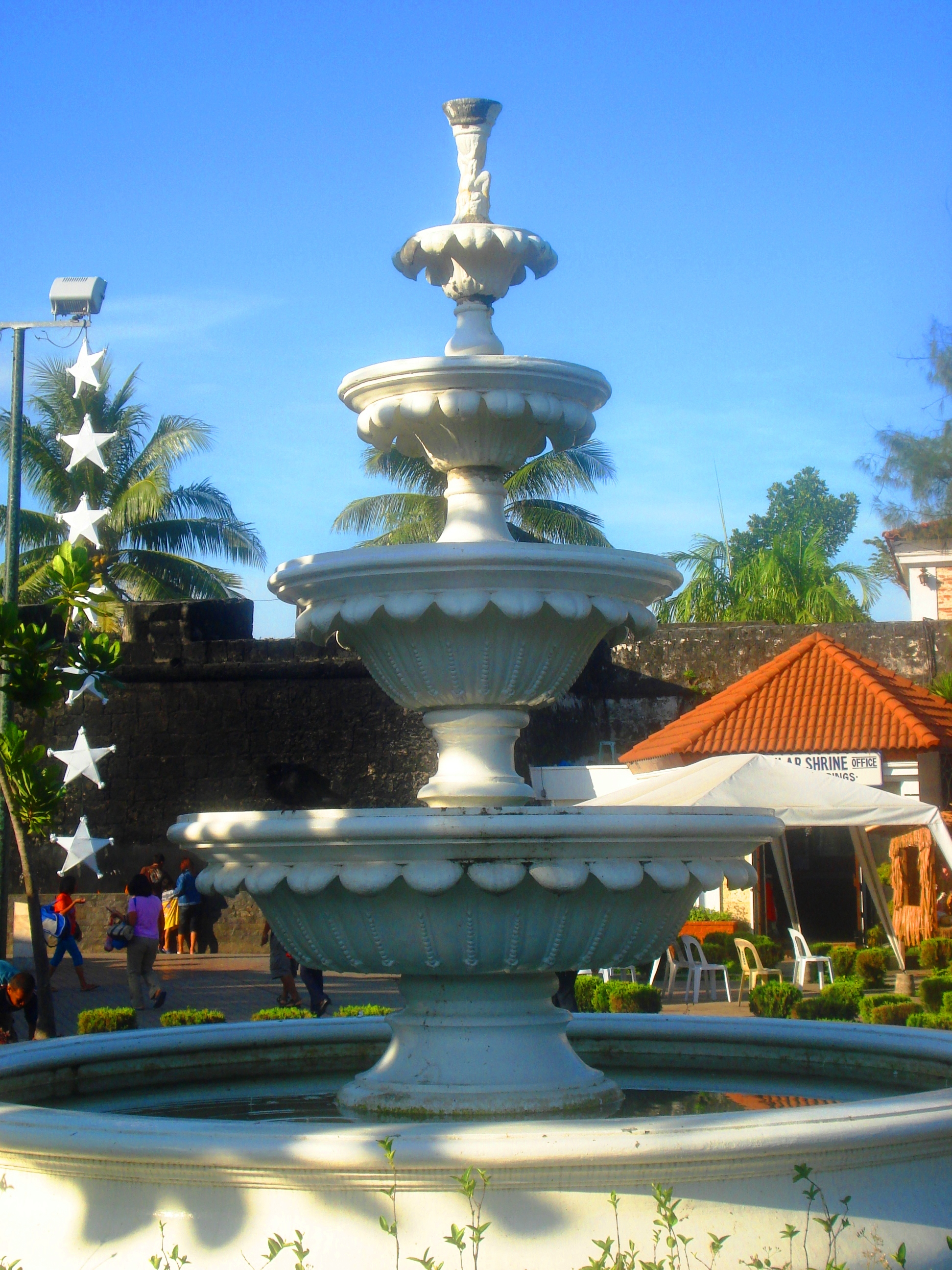
Fontein
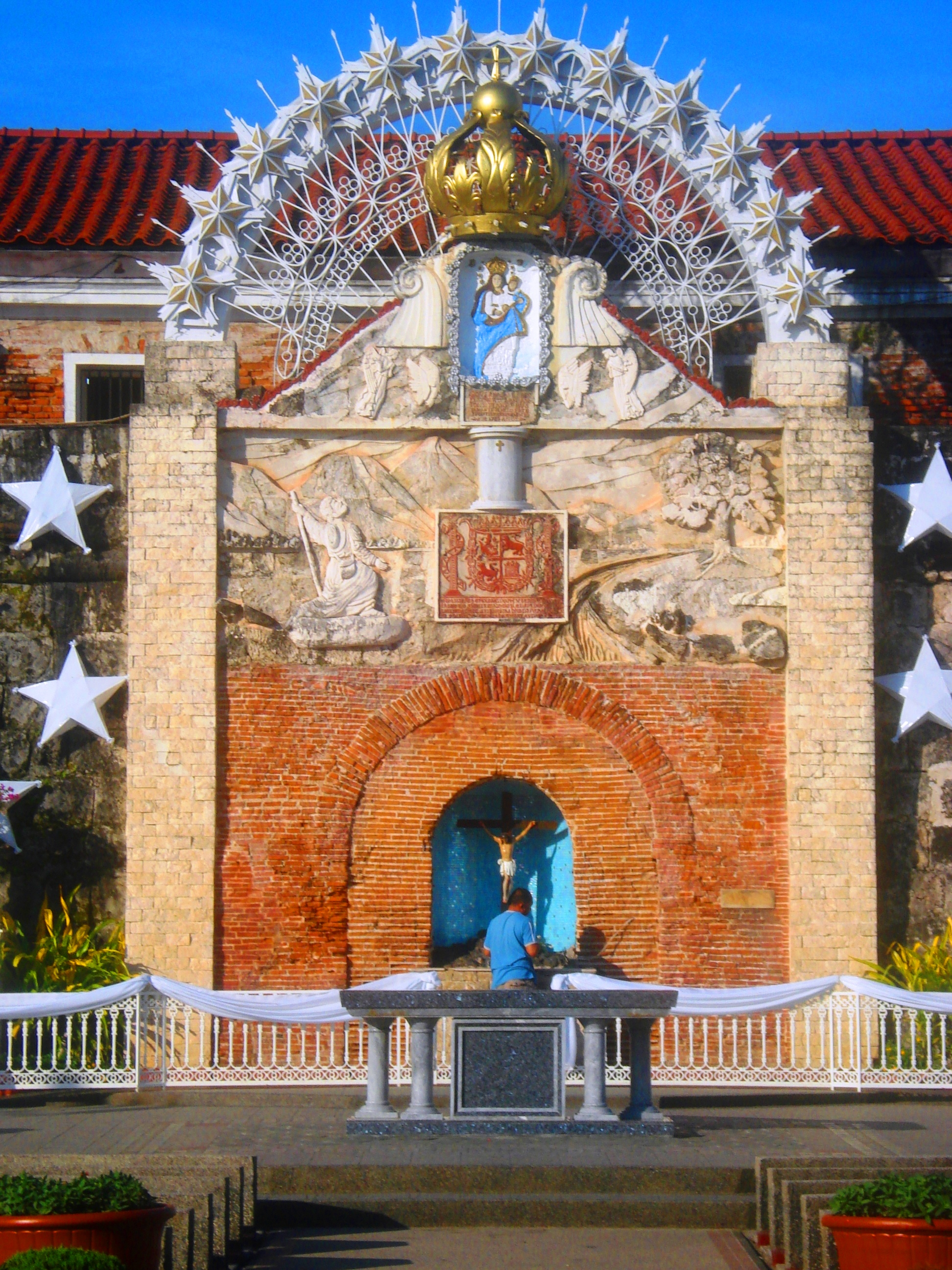
Schrijn en altaar
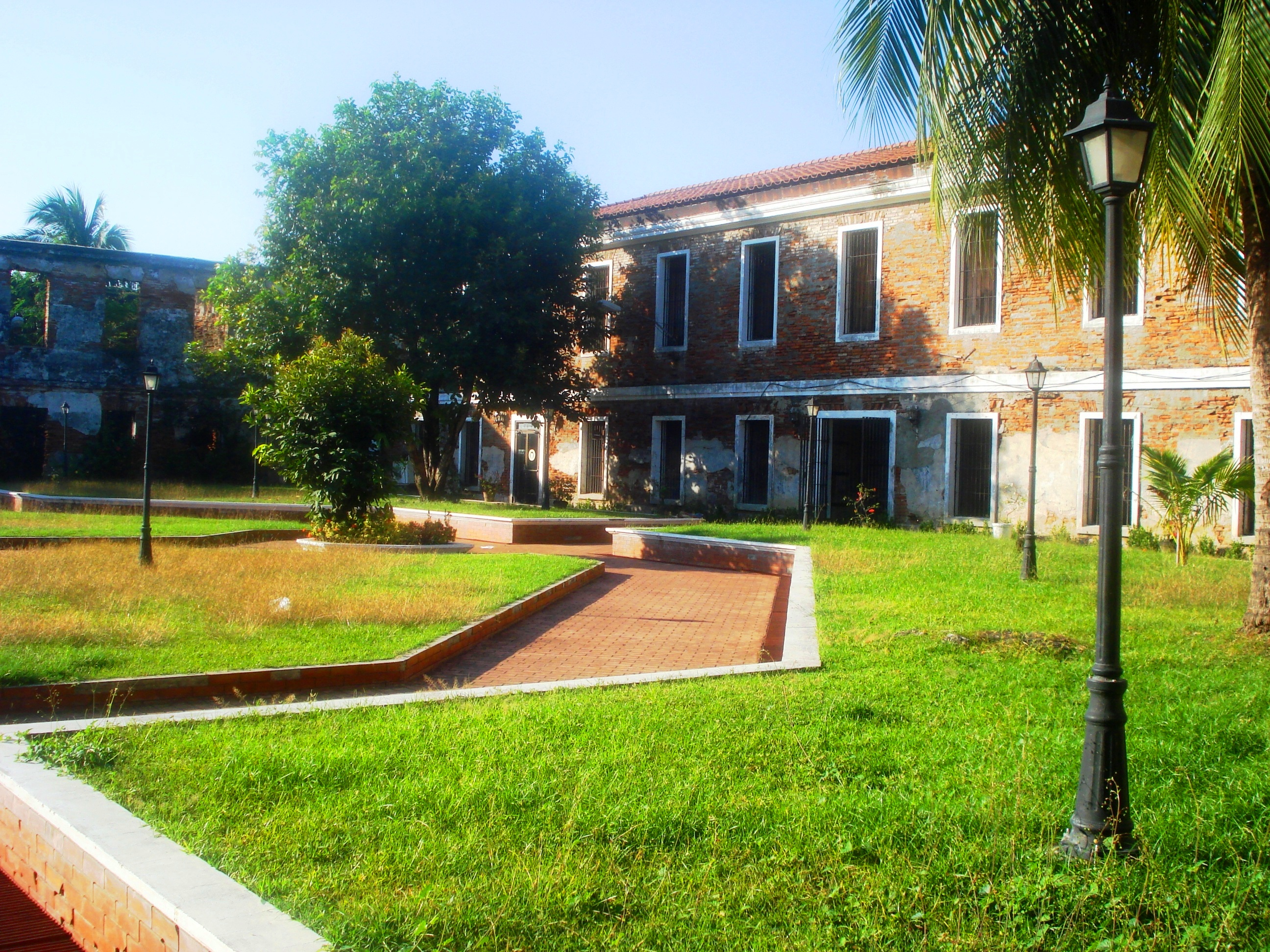
Interieur
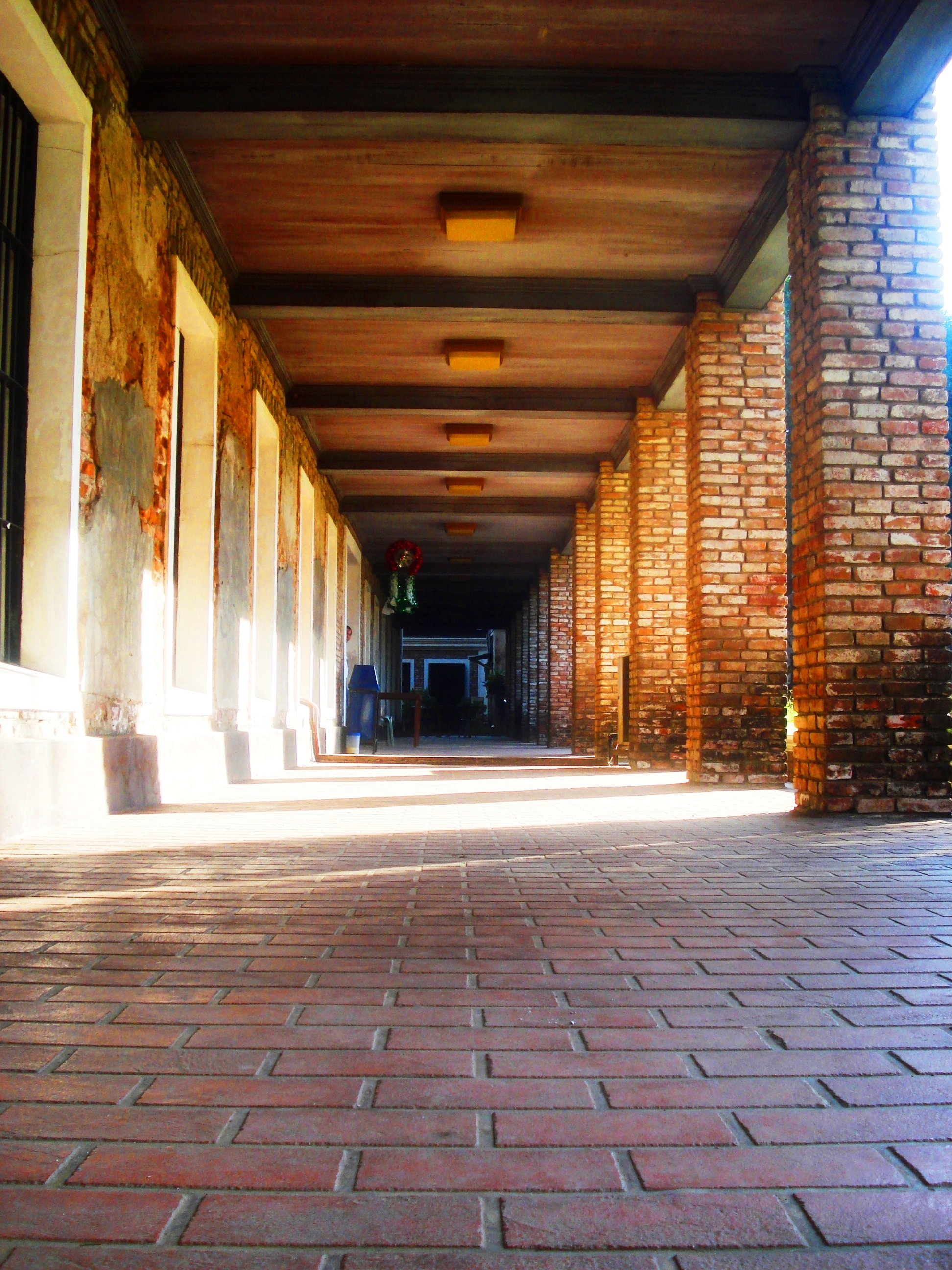
Galerij
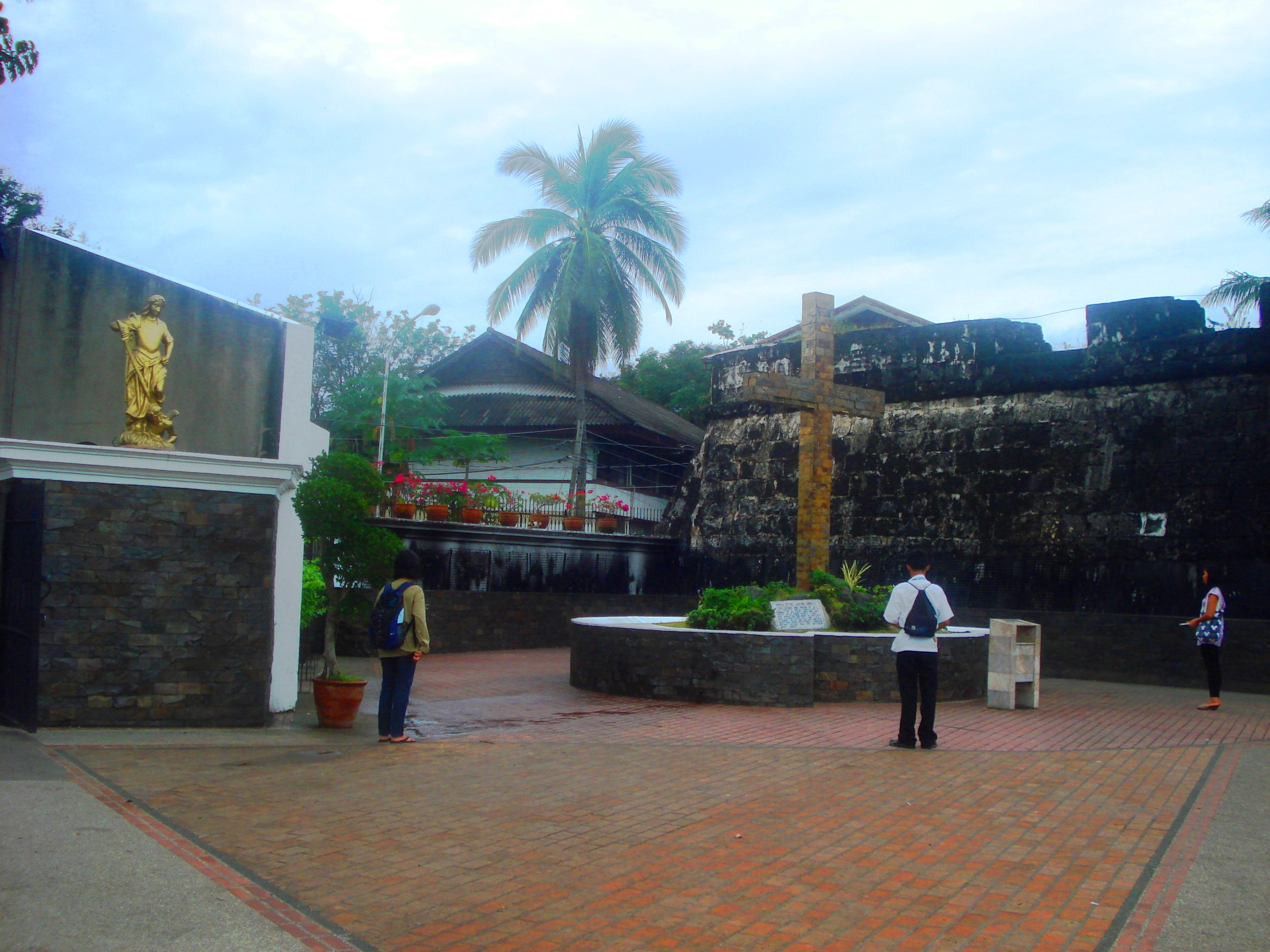
Het grote kruis
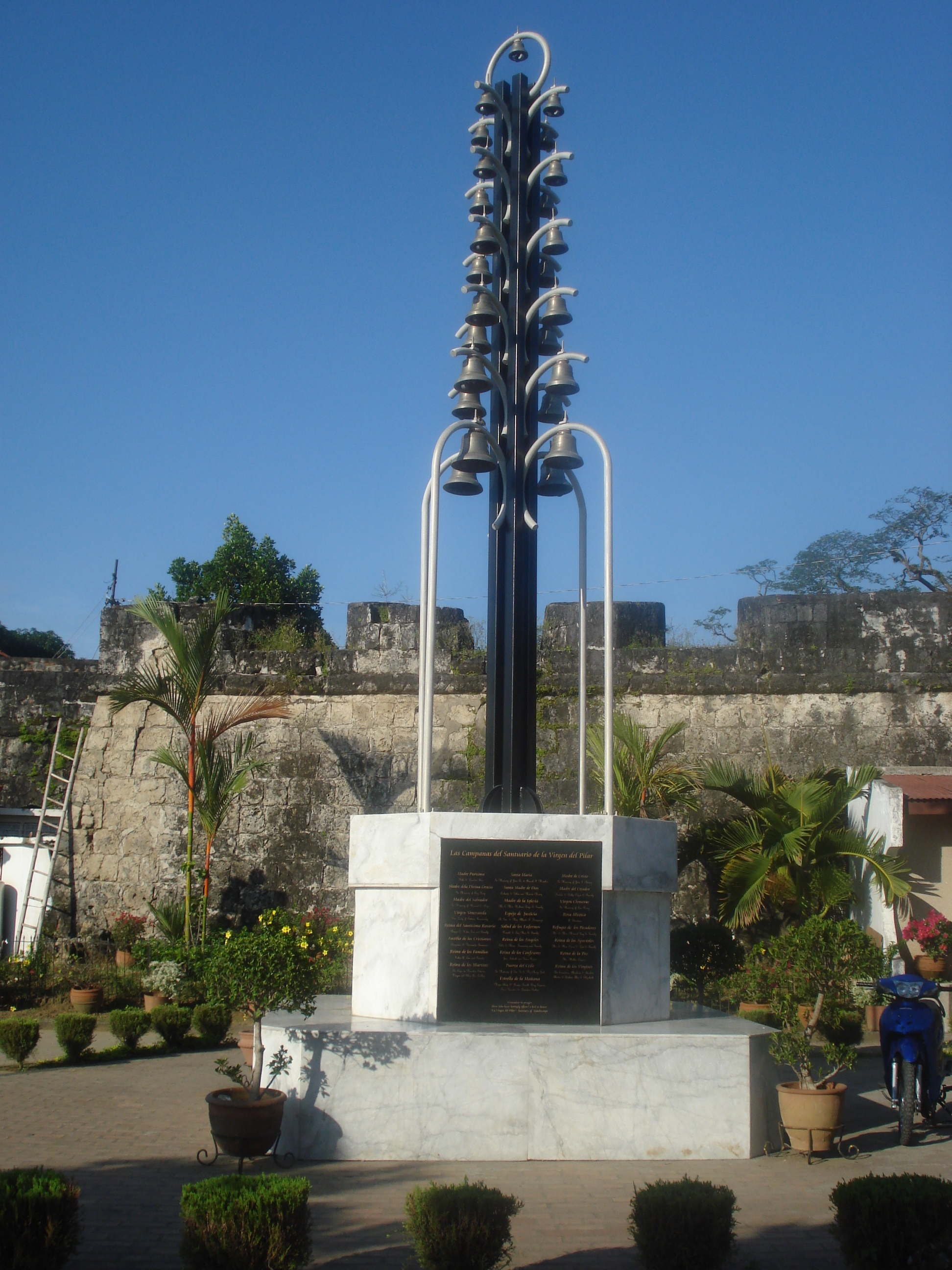
Klokkentoren